# Clavulariidae
Clavulariidae  Hickson, 1894 è una famiglia di octocoralli dell'ordine Alcyonacea.

## Descrizione
Le specie in questa famiglia sono caratterizzate dalla loro forma di crescita delle colonie, che consiste in polipi che sono collegati alla base da stoloni o membrane sottili. Sebbene Clavulariidae non sia stata oggetto di un'analisi filogenetica specifica, l'inclusione di diversi generi di questa famiglia in analisi più ampie della sottoclasse Octocorallia suggerisce che la famiglia sia altamente polifiletica.
Le colonie di Clavulariidae hanno una lamina basale nella cui mesoglea sono diffusi scleriti sparsi che le conferiscono una consistenza piuttosto molliccia e carnosa. Da questa base emergono numerosi polipi piccoli e ravvicinati fra loro (l’altezza varia a seconda della specie fra 5 e 20 millimetri). Questa formazione ricorda un manto erboso, come ad esempio nella Clavularia viridis in cui i tentacoli dei polipi sono verdi, oppure un colorato prato fiorito. Il colore dei tentacoli varia in base alle specie dal rosa al porpora , dal bianco al porpora-viola, dal beige al grigio. In genere le specie sono dotate di zooxantelle.

## Tassonomia
La famiglia risulta attualmente composta dai seguenti generi:
- Altumia Benayahu, McFadden & Shoham, 2017
- Azoriella (Lopez-Gonzalez & Gili, 2001)
- Bathytelesto Bayer, 1981
- Canarya Ocaña & van Ofwegen, 2003
- Carijoa Müller, 1867
- Cervera Lopez-Gonzalez, Ocana, Garcia-Gomez & Nunez, 1995
- Clavularia Blainville, 1830
- Cryptophyton Williams, 2000
- Cyathopodium Verrill, 1868
- Denhartogia Ocaña & van Ofwegen, 2003
- Hadaka Lau & Reimer, 2019
- Hanabira Lau, Stokvis, Imahara & Reimer, 2019
- Inconstantia McFadden & van Ofwegen, 2012
- Incrustatus van Ofwegen, Häussermann & Försterra, 2007
- Knopia Alderslade & McFadden, 2007
- Moolabalia Alderslade, 2001
- Paratelesto Utinomi, 1958
- Phenganax Alderslade & McFadden, 2011
- Pseudocladochonus Versluys, 1907
- Rhodelinda Bayer, 1981
- Rolandia de Lacaze-Duthiers, 1900
- Sarcodictyon Forbes (in Johnston), 1847
- Schizophytum Studer, 1891
- Scleranthelia Studer, 1878
- Scyphopodium Bayer, 1981
- Stereosoma Hickson, 1894
- Stereotelesto Bayer, 1981
- Stragulum van Ofwegen & Haddad, 2011
- Telesto Lamouroux, 1812
- Telestula Madsen, 1944
- Tesseranthelia Bayer, 1981
- Trachythela Verrill, 1922